# Llista de topònims de Preixana
Llista de topònims (noms propis de lloc) del municipi de Preixana, a l'Urgell
Informació actualitzada per un bot. Els canvis manuals es perdran quan s'actualitzi!

## cabana
| imatge | Nom                 | Ubicat a | instància de | Detalls | coordenades                                                         | Protecció | Commons (més fotos) | Dades a WD                    |
| ------ | ------------------- | -------- | ------------ | ------- | ------------------------------------------------------------------- | --------- | ------------------- | ----------------------------- |
|        | cabana de la Devesa | Preixana | cabana       |         | 41° 35′ 30″ N, 1° 04′ 40″ E / 41.5915904178808°N,1.0777461929934°E  |           |                     | Modifica les dades a Wikidata |
|        | cabana de la Ramona | Preixana | cabana       |         | 41° 35′ 16″ N, 1° 04′ 20″ E / 41.5877303193°N,1.0721295828403°E     |           |                     | Modifica les dades a Wikidata |
|        | cabana del Grill    | Preixana | cabana       |         | 41° 35′ 04″ N, 1° 03′ 32″ E / 41.5844385369117°N,1.05895648122571°E |           |                     | Modifica les dades a Wikidata |
|        | era del Riber       | Preixana | cabana       |         | 41° 36′ 40″ N, 1° 02′ 31″ E / 41.6111081367169°N,1.04201544604404°E |           |                     | Modifica les dades a Wikidata |

## església
| imatge | Nom                      | Ubicat a | instància de                 | Detalls                                         | coordenades                                                                                       | Protecció                                  | Commons (més fotos)      | Dades a WD                    |
| ------ | ------------------------ | -------- | ---------------------------- | ----------------------------------------------- | ------------------------------------------------------------------------------------------------- | ------------------------------------------ | ------------------------ | ----------------------------- |
|        | Mare de Déu de Montalbà  | Preixana | església ermita              |                                                 | 41° 36′ 18″ N, 1° 02′ 43″ E / 41.6048968357354°N,1.04538329264473°E 337 msnm                      |                                            | Mare de Déu de Montalbà  | Modifica les dades a Wikidata |
|        | Sant Llorenç de Preixana | Preixana | església                     | Estil: arquitectura gòtica 14th century         | 41° 36′ 26″ N, 1° 02′ 18″ E / 41.607276°N,1.038348°E ca:Carrer de Sant Llorenç, Preixana 309 msnm | bé integrant del patrimoni cultural català | Sant Llorenç de Preixana | Modifica les dades a Wikidata |
|        | Santa Maria de Preixana  | Preixana | església església parroquial | Estil: arquitectura gòtica arquitectura barroca | 41° 36′ 28″ N, 1° 02′ 17″ E / 41.60775°N,1.0381611111111°E 326 msnm                               | bé cultural d'interès nacional             | Santa Maria de Preixana  | Modifica les dades a Wikidata |

## granja
| imatge | Nom                         | Ubicat a | instància de | Detalls | coordenades                                                         | Protecció | Commons (més fotos) | Dades a WD                    |
| ------ | --------------------------- | -------- | ------------ | ------- | ------------------------------------------------------------------- | --------- | ------------------- | ----------------------------- |
|        | Granges La Miranda          | Preixana | granja       |         | 41° 36′ 38″ N, 1° 01′ 55″ E / 41.6104930825212°N,1.03184522950437°E |           |                     | Modifica les dades a Wikidata |
|        | Granja del Grill            | Preixana | granja       |         | 41° 36′ 55″ N, 1° 01′ 40″ E / 41.6152576134359°N,1.02764371378148°E |           |                     | Modifica les dades a Wikidata |
|        | Granja del Serrilla         | Preixana | granja       |         | 41° 36′ 50″ N, 1° 01′ 48″ E / 41.613849247142°N,1.0300749500974°E   |           |                     | Modifica les dades a Wikidata |
|        | Granja del Sisquet de Sales | Preixana | granja       |         | 41° 36′ 50″ N, 1° 02′ 26″ E / 41.6139186198849°N,1.04045422450317°E |           |                     | Modifica les dades a Wikidata |

## masia
| imatge | Nom               | Ubicat a | instància de | Detalls | coordenades                                                         | Protecció | Commons (més fotos) | Dades a WD                    |
| ------ | ----------------- | -------- | ------------ | ------- | ------------------------------------------------------------------- | --------- | ------------------- | ----------------------------- |
|        | Torre d'Alfud     | Preixana | masia        |         | 41° 36′ 46″ N, 1° 02′ 43″ E / 41.6128300732212°N,1.04528774463334°E |           |                     | Modifica les dades a Wikidata |
|        | Torre del Pastiri | Preixana | masia        |         | 41° 37′ 21″ N, 1° 03′ 24″ E / 41.6224331480422°N,1.05655672494704°E |           |                     | Modifica les dades a Wikidata |

## molí d'aigua
| imatge | Nom              | Ubicat a | instància de | Detalls                                   | coordenades                                                      | Protecció                                  | Commons (més fotos) | Dades a WD                    |
| ------ | ---------------- | -------- | ------------ | ----------------------------------------- | ---------------------------------------------------------------- | ------------------------------------------ | ------------------- | ----------------------------- |
|        | Molí del Canonge | Preixana | molí d'aigua |                                           | 41° 36′ 30″ N, 1° 00′ 59″ E / 41.608396208162°N,1.016312070374°E |                                            |                     | Modifica les dades a Wikidata |
|        | Molí del Tona    | Preixana | molí d'aigua | Estil: arquitectura popular Estat: ruïnós | 41° 36′ 07″ N, 1° 01′ 08″ E / 41.601864°N,1.018769°E 321 msnm    | bé integrant del patrimoni cultural català | Molí del Tona       | Modifica les dades a Wikidata |

## muntanya
| imatge | Nom               | Ubicat a | instància de | Detalls | coordenades                                                         | Protecció | Commons (més fotos) | Dades a WD                    |
| ------ | ----------------- | -------- | ------------ | ------- | ------------------------------------------------------------------- | --------- | ------------------- | ----------------------------- |
|        | Tossal Raner      | Preixana | muntanya     |         | 41° 35′ 50″ N, 1° 02′ 57″ E / 41.59711389°N,1.04921667°E 339.6 msnm |           |                     | Modifica les dades a Wikidata |
|        | Tossal de la Vila | Preixana | muntanya     |         | 41° 36′ 15″ N, 1° 02′ 49″ E / 41.60430278°N,1.04683611°E 338.1 msnm |           | Tossal de la Vila   | Modifica les dades a Wikidata |
|        | Tossal del Poc    | Preixana | muntanya     |         | 41° 37′ 00″ N, 1° 01′ 19″ E / 41.61657778°N,1.02197778°E 294.4 msnm |           |                     | Modifica les dades a Wikidata |

## Misc
| imatge | Nom                           | Ubicat a                                                                                        | instància de                                   | Detalls                            | coordenades | Protecció                                  | Commons (més fotos)                                        | Dades a WD                    |
| ------ | ----------------------------- | ----------------------------------------------------------------------------------------------- | ---------------------------------------------- | ---------------------------------- | --- | ------------------------------------------ | ---------------------------------------------------------- | ----------------------------- |
|        | Castell de Preixana           | Preixana                                                                                        | castell                                        |                                    | 41° 36′ 27″ N, 1° 02′ 17″ E / 41.6076088211429°N,1.03804114372362°E                                                                |                                            |                                                            | Modifica les dades a Wikidata |
|        | Preixana                      | Preixana                                                                                        | entitat singular de població capital municipal | 404 hab                            | 41° 36′ 28″ N, 1° 02′ 17″ E / 41.607845°N,1.037923°E 325 msnm                                                                      |                                            |                                                            | Modifica les dades a Wikidata |
|        | Secans de Belianes-Preixana   | Tàrrega Vilagrassa Preixana Sant Martí de Riucorb Belianes Arbeca Vilanova de Bellpuig Bellpuig | àrea protegida Pla d'Espais d'Interès Natural  | 1992 Superfície: 6505 6523.26765ha | 41° 35′ 24″ N, 1° 01′ 16″ E / 41.59°N,1.021°E                                                                                      |                                            | Secans de Belianes-Preixana (Special Area of Conservation) | Modifica les dades a Wikidata |
|        | cal Xamà                      | Preixana                                                                                        | casa                                           | Estil: gòtic tardà 16th century    | 41° 36′ 27″ N, 1° 02′ 21″ E / 41.607409°N,1.039051°E ca:Carrer de Santa Maria, 6 311 msnm                                          | bé integrant del patrimoni cultural català | Cal Xamà                                                   | Modifica les dades a Wikidata |
|        | canal d'Urgell                | Noguera Urgell Pla d'Urgell Garrigues Segrià                                                    | canal de reg                                   | Desemboca: Segre Llarg: 144.2km    | 41° 55′ 47″ N, 1° 09′ 50″ E / 41.92977111111111°N,1.16391°E 41° 34′ 27″ N, 0° 34′ 37″ E / 41.57407111111111°N,0.5769580555555556°E |                                            | Canal d'Urgell                                             | Modifica les dades a Wikidata |
|        | casa consistorial de Preixana | Preixana                                                                                        | casa consistorial                              |                                    | 41° 36′ 23″ N, 1° 02′ 20″ E / 41.6062501°N,1.0388387°E                                                                             |                                            | Town hall of Preixana                                      | Modifica les dades a Wikidata |